# 宇宙快速船
『宇宙快速船』（うちゅうかいそくせん、Invasion of the Neptune Men or The Space Greyhound）は、1961年の日本映画。サブタイトルは『アイアンシャープ』。主演：千葉真一、監督：太田浩児、製作：ニュー東映、モノクロ・東映スコープ、75分。

## 概要
スーパーヒーローであるアイアンシャープが地球侵略を謀る宇宙人と戦う物語を、SF・アクション・特撮で描いた作品。『ナショナルキッド』を土台として映画化された。千葉真一の華麗なアクションと特撮による都市破壊シーンが話題となり、ラスト20分は臨場感あふれる展開が繰り広げられている。

## ストーリー

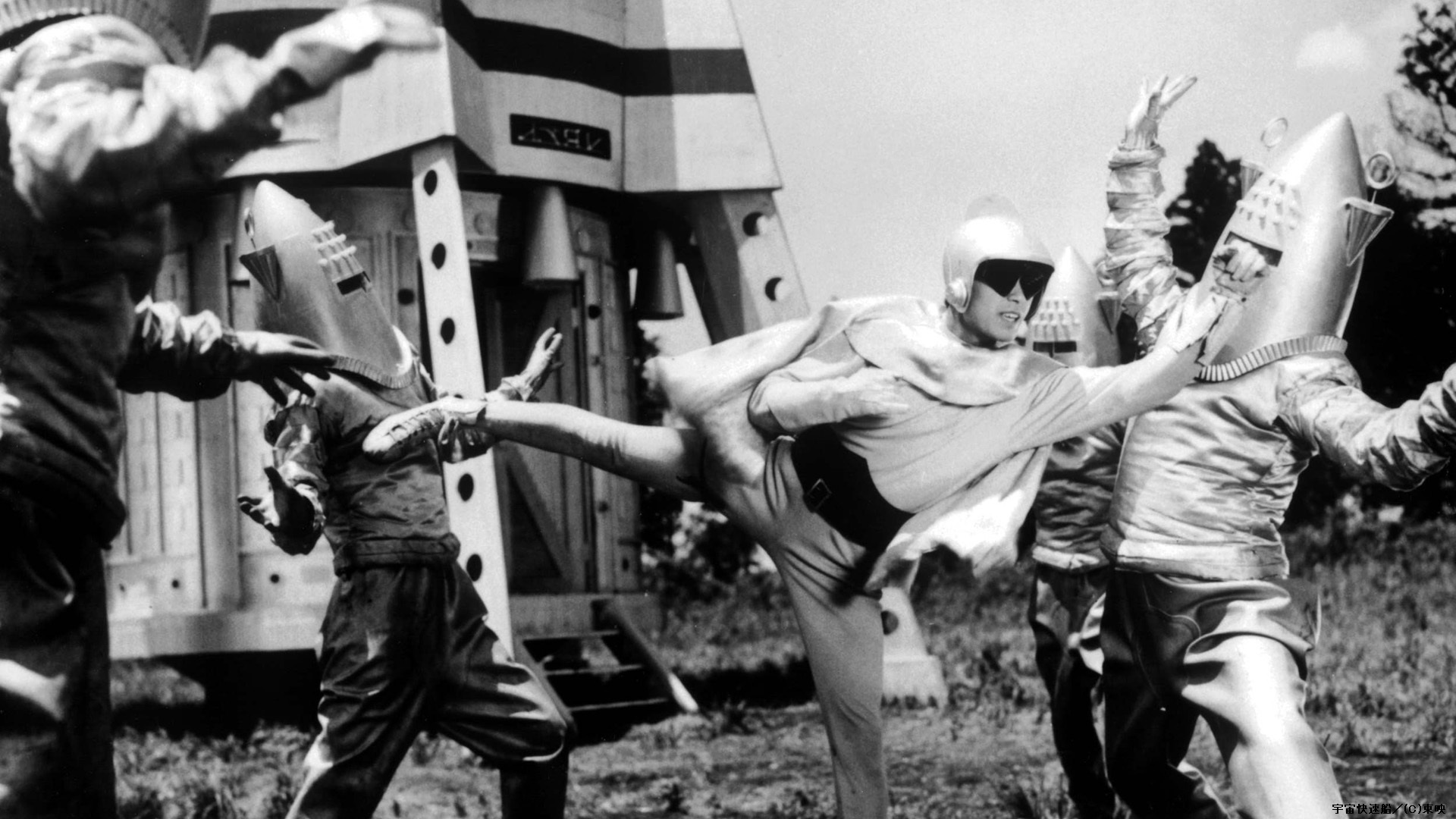
海王星人と戦うアイアンシャープ（千葉真一）

少年宇宙研究会の子供たちと交流する宇宙科学者の立花真一は、ちょっと頼りないが、気立ては優しい青年である。ある日、少年たちは宇宙船から出現した謎の宇宙人たちと遭遇し、旋風とともに現れた謎のスーパーヒーローに救われる。少年たちは宇宙人の出現を訴えようとするが、大人たちはなかなか信じようとしない。やがて、現場に残留する金属片が宇宙の物質であるロギウムとパニウムと判明し、真一と彼の恩師・谷川博士たちによって分析された結果、地球侵略を企む海王星人の襲来が予見される。
宇宙船の攻撃を受けて危機に陥った地球は最強の科学防御壁であるエレキ・バリアで対抗するが、海王星人たちはバリアの停止を企てて地球に潜入する。そこへ再びヒーローが現れ、海王星人と対決する。アイアンシャープと呼ばれるその正体は依然として謎だったが、彼こそは高度な科学力とすぐれた肉体で地球の平和を守る勇者だった。アイアンシャープは陸海空を自在に活動する宇宙快速船に乗り込み、総攻撃を開始した複数の小型宇宙船を迎え撃つ。

## キャスト
※クレジット順に表記。 
- 千葉真一 - 立花真一 / アイアンシャープ

- 松本克平 - 谷川博士
- 水上竜子 - 谷川洋子
- 山本哲平 - 谷川健一
- 中村雅己 - 伊藤辰夫
- 江沢信行 - 林三郎
- 川上正夫 - 稲宮正
- 江原真二郎 - 柳田理学士
- 小園江五 - 村瀬忠雄
- 山室公男 - 千葉肇
- 増田順司 - 田宮博士
- 石川秀道 - 吉本博士
- 小宮光江 - 斎藤理学士
- 亀石征一郎 - 山形雄吉
- 岡本四郎 - 進藤栄治
- 神田隆 - 滝田防衛長官
- 相馬剛三 - 吉富官房長官
- 白河青峰 - 榎本博士
- 須藤健 - 三宅幕僚長
- 佐原広二 - 三上警備隊長
- 南川直 - 村井三佐
- 河合絃司 - 守衛
- 岡野耕作 - 記者
- 北峰有二 - 記者B
- 大木史朗 - 記者C
- 守屋明 - 記者D
- 多麻井敏 - 線路工夫A
- 岡部正純 - 線路工夫B
- 沢彰謙 - 犬養陸将
- 山本麟一 - 藤本一佐
- ハロルド・S・コンウェイ - ワシントン放送局員
- 関山耕司 - カリマス
- 轟謙二 - 宇宙人A
- 松岡吉彦 - 宇宙人B
- 武永昭義 - 宇宙人C
- 沢田浩二 - 宇宙人D
- 鈴木啓太郎 - 宇宙人E
- 渡辺淳二 - 宇宙人F
- 山中恒夫 - 宇宙人G
- 都健二 - アナウンサー
- 片山滉 - 矢部博士

## スタッフ
※クレジット順に表記。 
- 監督 - 太田浩児
- 脚本 - 森田新
- 原案 - 渡辺昭洋
- 企画 - 根津昇・吉川義一
- 撮影 - 藤井静
- 美術 - 下沢敬吾
- 音楽 - 鏑木創
- 録音 - 大谷政信
- 照明 - 森沢淑明
- 編集 - 鈴木寛
- 助監督 - 佐藤純弥
- デザイン - 成田亨
- 特殊技術 - 矢島信男
- スチール - 鈴木敏雄

## 製作・興行
タイトルにもなっている宇宙快速船は、ミニチュアとスポーツカーを改造した実車で表現している。
日本では1961年7月19日に公開され、アメリカ合衆国では1962年にウォルター・マンレイ・エンタープライジーズの配給により、特別番組として『Invasion of the Neptune Men』（インベージョン・オブ・ザ・ネプチューン・メン）のタイトルで放映された。
2005年4月21日に東映ビデオよりDVDが発売された。

## オマージュ
『バトル・オブ・ロサンゼルス』の1曲目「テスティファイ - Testify」のミュージック・ビデオには、本作から宇宙人の来襲と逃げ惑う地球人のシーンが流用されている。
『ザ・クリエイター / 創造者』の劇中では、本作がテレビで放映されているシーンがある。